# Tyrants of the Rising Sun
Tyrants of the Rising Sun – wydawnictwo szwedzkiej grupy melodic death metalowej Arch Enemy, wydane przez Century Media Records. Zawiera ono płytę DVD zawierającą zapis koncertu z Tokio (Japonia), 40-minutowy film dokumentalny z trasy koncertowej, teledyski i inne materiały promujące ostatnią płytę studyjną grupy Rise of the Tyrant.
Wydawnictwo jest dostępne w następujących wersjach: DVD+2CD, DVD, 2CD.

## Lista utworów

### DVD
| Koncert | Koncert                                           | Koncert |
| Nr      | Tytuł utworu                                      | Długość |
| ------- | ------------------------------------------------- | ------- |
| 1.      | „Intro / Blood Is On Your Hands”                  | 5:37    |
| 2.      | „Ravenous”                                        | 3:55    |
| 3.      | „Taking Back My Soul”                             | 5:16    |
| 4.      | „Dead Eyes See No Future”                         | 4:22    |
| 5.      | „Dark Insanity”                                   | 3:59    |
| 6.      | „The Day You Died”                                | 4:55    |
| 7.      | „Christopher Solo”                                | 2:32    |
| 8.      | „Silverwing”                                      | 5:26    |
| 9.      | „Night Falls Fast”                                | 3:37    |
| 10.     | „Daniel Solo”                                     | 3:30    |
| 11.     | „Burning Angel”                                   | 4:40    |
| 12.     | „Michael Amott Solo (incl. „Intermezzo Liberté”)” | 3:24    |
| 13.     | „Dead Bury Their Dead”                            | 4:57    |
| 14.     | „Vultures”                                        | 6:51    |
| 15.     | „Enemy Within”                                    | 4:29    |
| 16.     | „Snowbound”                                       | 2:14    |
| 17.     | „Shadows And Dust”                                | 5:12    |
| 18.     | „Nemesis”                                         | 5:04    |
| 19.     | „We Will Rise”                                    | 4:33    |
| 20.     | „Fields Of Desolation / Outro”                    | 3:14    |
| 21.     | „Enter the Machine (tape)”                        |         |
|         |                                                   | 1:27:47 |

| Specjalne | Specjalne                                  | Specjalne |
| Nr        | Tytuł utworu                               | Długość   |
| --------- | ------------------------------------------ | --------- |
| 1.        | „The Road To Japan (Wywiady/film z trasy)” |           |

| Teledyski | Teledyski                                      | Teledyski |
| Nr        | Tytuł utworu                                   | Długość   |
| --------- | ---------------------------------------------- | --------- |
| 1.        | „Revolution Begins” (Original Version)         | 4:24      |
| 2.        | „Revolution Begins” (Band Performance Version) | 4:14      |
| 3.        | „I Will Live Again”                            | 3:34      |
|           |                                                | 12:12     |

### CD
| CD 1 | CD 1                          | CD 1    |
| Nr   | Tytuł utworu                  | Długość |
| ---- | ----------------------------- | ------- |
| 1.   | „Intro / Blood On Your Hands” | 5:37    |
| 2.   | „Ravenous”                    | 3:55    |
| 3.   | „Taking Back My Soul”         | 5:16    |
| 4.   | „Dead Eyes See No Future”     | 4:22    |
| 5.   | „Dark Insanity”               | 3:59    |
| 6.   | „The Day You Died”            | 4:55    |
| 7.   | „Christopher Solo”            | 2:32    |
| 8.   | „Silverwing”                  | 5:26    |
| 9.   | „Night Falls Fast”            | 3:37    |
| 10.  | „Daniel Solo”                 | 3:30    |
|      |                               | 43:09   |

| CD 2 | CD 2                                              | CD 2    |
| Nr   | Tytuł utworu                                      | Długość |
| ---- | ------------------------------------------------- | ------- |
| 1.   | „Burning Angel”                                   | 4:40    |
| 2.   | „Michael Amott Solo (incl. „Intermezzo Liberté”)” | 3:24    |
| 3.   | „Dead Bury Their Dead”                            | 4:57    |
| 4.   | „Vultures”                                        | 6:51    |
| 5.   | „Enemy Within”                                    | 4:29    |
| 6.   | „Snowbound”                                       | 2:14    |
| 7.   | „Shadows And Dust”                                | 5:12    |
| 8.   | „Nemesis”                                         | 5:04    |
| 9.   | „We Will Rise”                                    | 4:33    |
| 10.  | „Fields Of Desolation / Outro”                    | 3:14    |
| 11.  | „Enter the Machine (tape)”                        |         |
|      |                                                   | 44:38   |

## Twórcy
- Angela Nathalie Gossow – śpiew
- Michael Amott – gitara, wokal wspierający
- Christopher Amott – gitara
- Sharlee D’Angelo – gitara basowa
- Daniel Erlandsson – perkusja